# Liste der Kellergassen in Neudorf im Weinviertel
Die Liste der Kellergassen in Neudorf im Weinviertel führt die Kellergassen in der niederösterreichischen Gemeinde Neudorf im Weinviertel an.
| Foto |                 | Kellergasse          | Standort                  | Beschreibung |
| ---- | --------------- | -------------------- | ------------------------- | --- |
| BW   | Datei hochladen | Trift                | KG: Kirchstetten Standort | Die einseitige Einzelkellergasse liegt in Hanglage östlich außerhalb des Orts. Auf 500 Metern Länge befinden sich 29 Gebäude, mehrheitlich in Schildmauerform. Die älteste Datierung ist von 1886. |
| ja   | Datei hochladen | Kellerberg           | KG: Neudorf Standort      | Das Kellergassensystem liegt am östlichen Ortsrand; teils wurden die Keller in den Hausberg gegraben, teils nordwestlich davon in der Ebene angelegt. Auf einer Fläche von etwa 300 mal 120 Metern befinden sich 112 Gebäude, davon 12 Neubauten, von denen einige Wohnnutzung aufweisen. Die Keller, von denen ein Drittel erneuerungsbedürftig ist, haben unterschiedliche Bauformen, wobei giebelständige Presshäuser den größten Anteil haben. Die älteste Datierung stammt von 1934. |
| BW   | Datei hochladen | Kirchstettner Straße | KG: Neudorf Standort      | Das Kellergassensystem liegt am nordöstlichen Ortsrand. Auf 250 Metern Länge befinden sich 35 Gebäude, davon neun Um- oder Neubauten, teils mit Wohnnutzung. Die Mehrheit der Keller ist giebelständig. |
| BW   | Datei hochladen | Untern Kellern       | KG: Neudorf Standort      | Das Kellergassensystem liegt am nordwestlichen Ortsrand in der Ebene. Auf einer Fläche von etwa 120 mal 50 Metern befinden sich 20 Keller, überwiegend in Schildmauerform. Die älteste Datierung stammt von 1933. Nur wenige Meter östlich davon befinden sich ein paar Keller im nördlichen Hintaus. |
| ja   | Datei hochladen | Neuberg              | KG: Zlabern Standort      | Das Kellergassensystem liegt in Hanglage nordöstlich außerhalb des Dorfs. Schmidbaur zählte auf etwa 500 Metern Gesamtlänge 62 mehrheitlich giebelständige Gebäude, davon sieben Um- oder Neubauten. Die älteste Datierung ist von 1952. Anmerkung: Fraglich ist, ob Schmidbaur in seinen Angaben die paar südöstlich davon befindlichen Gebäude Lage mitberücksichtigte. Jedenfalls unberücksichtigt von Schmidbaur blieb die östlich gelegene einseitige Kellerreihe,Lage die laut Laserscanaufnahmen auf etwa 300 Metern Länge etwa 20 (ehemalige?) Keller zu umfassen scheint. Einzelne Keller sind so stark überwuchert, dass Fotos – wenn überhaupt – nur nach Ende der Vegetationsperiode gemacht werden können. |
| ja   | Datei hochladen | Steinler             | KG: Zlabern Standort      | Die 250 Meter lange einseitige Einzelkellergasse befindet sich östlich knapp außerhalb des Dorfs. Anmerkung: Schmidbaur erwähnt die Kellergasse nicht; aber lt. Laserscan-Aufnahmen dürfte es hier etwa ein Dutzend Keller geben (oder gegeben haben). Einzelne Keller sind so stark überwuchert, dass Fotos – wenn überhaupt – nur nach Ende der Vegetationsperiode gemacht werden können. |

| Foto:                    | Fotografie der Kellergasse (Gesamtheit). Klicken des Fotos erzeugt eine vergrößerte Ansicht. Daneben finden sich zwei Symbole: \| Weitere Bilder vorhanden \| Das Symbol bedeutet, dass weitere Fotos des Objekts verfügbar sind. Durch Klicken des Symbols werden sie angezeigt. \| \| Eigenes Foto hochladen \| Durch Klicken des Symbols können weitere Fotos des Objekts in das Medienarchiv Wikimedia Commons hochgeladen werden. \| |
| Name:                    | Bezeichnung der Kellergasse |
| Standort:                | Es ist die Katastralgemeinde (KG) angegeben. Durch Aufruf des Links Standort wird die Lage der Kellergasse in verschiedenen Kartenprojekten angezeigt. |
| Beschreibung             | Kurze Beschreibung der Kellergasse |
| Weitere Bilder vorhanden | Das Symbol bedeutet, dass weitere Fotos des Objekts verfügbar sind. Durch Klicken des Symbols werden sie angezeigt. |
| Eigenes Foto hochladen   | Durch Klicken des Symbols können weitere Fotos des Objekts in das Medienarchiv Wikimedia Commons hochgeladen werden. |